# Одликовања Српске православне цркве
Одликовања Српске православне цркве представљају систем одликовања која додељује Свети архијерејски синод Српске православне цркве као општецрквена или епархије као сопствена одликовања.
Устав Српске православне цркве (члан 55, тачка 10) из 1957. године, предвиђа да црквена одликовања и одличја додељује патријарх српски, по уредби коју прописује Свети архијерејски сабор. Предлоге за одликовање свештених лица дају епархијски архијереји (архиепископ, митрополити, епископи), а одлуку доноси Свети архијерејски синод. Такође, предвиђено је да архијереји могу сами одликовати лица, оним одликовањима чија је додела у њиховој надлежности, односно епархијским одликовањима (Устав СПЦ, чл. 108, тачка 12).

## Историјат одликовања Српске православне цркве
Српска православна црква није додељивала посебна одликовања пре 1945. године. Са доласком комуниста на власт у Југославији, односно падом монархије и увођењем потпуне одвојености државе и цркве, јавила се потреба за увођењем посебних црквених признања у виду одликовања.
Прво одликовање Српска православне цркве се појавило 1946. године, поводом 600. годишњице уздизања српске цркве из архиепископије у патријаршију, односно устоличења првог српског патријарха Јоаникија. Орден Светог патријарха Јоаникија је додељиван само епархијама у Северној Америци.
Епископ рашко-призренски Артемије је у земљи успоставио први црквено одликовање, а то је била Медаља мајке Југовића, које је додељивано мајкама са више деце.
Од 1985. године, Свети архејерејски синод Српске православне цркве додељује Орден Светог Саве, који је изворно установљен као државно одликовање, указом краља Милана Обреновића од 23. јануара 1883. године и додељиван је све до 1945. године, када је наставио да га додељује старешина краљевске породице Карађорђевић као династичко одликовање, тако да данас постоје два ордена Светог Саве - црквени и краљевски.

## Општецрквена одликовања према важности
- Орден Светог Саве (један степен)
- Орден Светог краља Милутина (један степен)  Додељује се за ктиторство и доброчинство.
- Орден Светог Петра Цетињског (један степен)  Додељује се за мисионарство, миротворство, евангелизацију и лични подвиг.
- Орден Светог деспота Стефана Лазаревића (један степен)  Додељује се за науку, културу, књижевност, преводилаштво и хуманистичке науке.
- Орден Свете царице Милице (Препободне монахиње Евгеније)  Додељује се за дела човекољубља.
- Орден Светог Симеона Мироточивог  Додељује се за побољшање односа између цркве и државе. Некада је додељиван од стране епископа шумадијског, али је постао општецрквени орден.
- Орден Светог цара Константина  Додељује се за допринос слободи вере и људским правима.
- Орден Светог Јована Владимира[1]

## Епархијска одликовања

### Митрополија црногорско-приморска
- Златни лик Светог Петра Другог Ловћенског Тајновидца (неносиво признање)

### Митрополија дабробосанска
- Орден Светог митрополита Петра

### Митрополија загребачко-љубљанска
- Орден Кантакузине Катарине Бранковић

### Епархија банатска
- Орден Светог Теодора Вршачког

### Епархија будимљанско-никшићка
- Споменица јубилеја манастира Ђурђеви Ступови, са ликом Светог Георгија првомученика и победоносца.

Епархија будимљанско-никшићка је имала у плану оснивање Ордена Светог Георгија Победоносца (један степен) и Орден кнеза Мирослава (три степена), али та идеја није реализована.

### Епархија ваљевска
- Орден Светог Николаја српског (Епархија ваљевска)

### Епархија врањска
- Орден преподобног Прохора Пчињског

### Епархија горњокарловачка
- Орден Светих новомученика карловачких

### Епархија далматинска
- Орден др Никодима Милаша

### Епархија жичка
- Орден Светог Симеона Монаха (један степен)  Установио га је епископ жички др Јустин (Стефановић) у септембру 2017. године, поводом 800. годишњице крунисања Стефана Првовенчаног за краља.

### Епархија зворничко-тузланска
- Орден Светог краља Драгутина - Преподобног Теоктиста

### Епархија бихаћко-петровачка
- Орден Новомученика бихаћко-петровачких

### Епархија милешевска
- Орден белог анђела (на ланцу)

### Епархија нишка
- Орден Светог Константина
- Орден Светог Романа

### Епархија осјечкопољска и барањска
- Орден Светог кнеза Стефана Штиљановића

### Епархија рашко-призренска
- Орден Светог кнеза Лазара (два степена)
- Медаља мајке Југовића (два степена)

### Епархија сремска
- Орден кнеза Данила Првог
- Орден Светог Арсенија Сремца
- Орден Светог Максима Бранковића

### Епархија шабачка
- Орден Светог Николаја српског (Епархија шабачка)

### Епархија шумадијска
- Орден вожда Карађорђа
- Орден Новомученика Крагујевачких (два степена)

## Православни богословски факултет Светог Василија Острошког у Фочи
- Медаља Светог Василија Острошког

## Бивша одликовања
Орден Светог Симеона Мироточивог је некада додељиван од стране епископа шумадијског, али је он преведен у општецрквена одликовања.
До раздвајања епархије шабачке и ваљевске, епархија шабачко-ваљевска је додељивала Орден Светог Николаја српског. Након раздвајања две епархије, обе су наставиле да додељују овај орден, са истим именом, али различитим стилским решењем.